# Huang Ju
Huang Ju, geboren als Huang Deyu (Shanghai, september 1938 - Peking, 2 juni 2007) (jiaxiang: Zhejiang, Jiaxing, Jiashan, Weitang 浙江省嘉兴市嘉善縣魏塘镇) was een Chinese politicus. Hij was bij zijn dood in functie als vicepremier van de Volksrepubliek China.
Van 1956 tot 1963 volgde hij een opleiding aan de Tsinghua Universiteit en studeerde er af in de elektrotechniek. Sinds mei 1963 was hij lid van de Communistische Partij van China. In de negen man tellende rangorde van het politbureau van de partij stond hij op de zesde plaats en gold als een van de minst populaire leden. Huang die werd gezien als "een van de meest mysterieuze Chinese politici", was een machtig lid van de zogenaamde "Shanghai kliek".
Huang kon zich verheugen in zeer nauwe betrekkingen met zijn politieke schutspatroon, de voormalige Chinese partijleider Jiang Zemin, maar was tegelijkertijd een fervente tegenstrever van China's voormalig president Hu Jintao. Bij zijn overlijden was Huangs positie al ernstig ondermijnd en het leek erop dat zijn complete terugtrekking uit het openbare leven niet lang meer op zich zou laten wachten.

## Dood
Alhoewel de staatsraad op 9 mei 2007 nog officiële ontkenningen van zijn overlijden liet verspreiden, werd op 2 juni 2007 door het officiële Chinese persbureau Xinhua meegedeeld dat Huang Ju op de leeftijd van 68 jaar was overleden aan een niet nader genoemde ziekte. Algemeen wordt evenwel aangenomen dat Huang al geruime tijd leed aan kanker.